# Бивердам (Охајо)
Бивердам (енгл. Beaverdam) град је у америчкој савезној држави Охајо.

## Демографија
По попису из 2010. године број становника је 382, што је 26 (7,3%) становника више него 2000. године.
| Група             | 2000.       | 2010.       |
| Белци             | 353 (99,2%) | 368 (96,3%) |
| Афроамериканци    | 0 (0,0%)    | 2 (0,5%)    |
| Азијати           | 0 (0,0%)    | 1 (0,3%)    |
| Хиспаноамериканци | 1 (0,3%)    | 5 (1,3%)    |
| Укупно            | 356         | 382         |